# Tyska kyrkan, Malmö
Tyska kyrkan i Malmö ligger på Marietorps allé i stadsdelen Fridhem. Kyrkan invigdes september 1931 och är plats för den tyska evangeliska församling som grundades i staden 8 december 1920.

### Fotnoter
1. ↑  Franzén, Anders (2018). Med tysk-svensk identitet i Malmö. sid. 25. Läst 1 maj 2019
2. ↑  Caroline Stenbäck (30 december 2014). ”Donation gav tyskspråkiga en egen kyrka” (på svenska). Skånska dagbladet. Arkiverad från originalet den 5 oktober 2017. https://web.archive.org/web/20171005202210/http://www.skd.se/2014/12/30/donation-gav-tysksprakiga-en-egen-kyrka/. Läst 5 oktober 2017.
3. ↑  Jeutner, Valentin (2020). ”Herbert Kühn und die deutsche evangelische Gemeinde in Malmö von 1930–1946” (på tyska). Kirchliche Zeitgeschichte 33 (2):  sid. 272. doi:10.13109/kize.2020.33.2.271. ISSN 0932-9951.